# Nordische Skispiele der OPA 2012
Die 27. Nordischen Skispiele der OPA 2012 fanden am 25. und 26. Februar 2012 in slowenischen Žiri und Pokljuka statt. Ursprünglich sollten die Wettbewerbe in Kranj stattfinden. Die Wettbewerbe im Skispringen und in der Nordischen Kombination wurden auf der Nordijski Center Račeva (K60) (Žiri) und die im Skilanglauf im Biathlonstadion Pokljuka (Pokljuka) ausgetragen.

## Medaillenspiegel

### Nationen
| Platz | Land        | Gold | Silber | Bronze | Gesamt |
| ----- | ----------- | ---- | ------ | ------ | ------ |
| 1     | Deutschland | 9    | 6      | 7      | 22     |
| 2     | Österreich  | 3    | 4      | 3      | 10     |
| 3     | Schweiz     | 1    | 0      | 1      | 2      |
| 4     | Slowenien   | 0    | 3      | 2      | 5      |

### Sportler
| Platz | Sportler(in)           | Land | Gold | Silber | Bronze | Gesamt |
| ----- | ---------------------- | ---- | ---- | ------ | ------ | ------ |
| 1     | Janosch Brugger        | GER  | 2    | 0      | 0      | 2      |
|       | Antonia Fräbel         | GER  | 2    | 0      | 0      | 2      |
|       | Elias Tollinger        | AUT  | 2    | 0      | 0      | 2      |
| 4     | Dajan Danuser          | SUI  | 1    | 0      | 0      | 1      |
|       | Martin Bergmann        | GER  | 1    | 0      | 0      | 1      |
|       | Paul Hanf              | GER  | 1    | 0      | 0      | 1      |
|       | Tom Lubitz             | GER  | 1    | 0      | 0      | 1      |
|       | Dominik Schwaar        | GER  | 1    | 0      | 0      | 1      |
|       | Alexander Hayböck      | AUT  | 1    | 0      | 0      | 1      |
|       | Thomas Hofer           | AUT  | 1    | 0      | 0      | 1      |
|       | Pauline Heßler         | GER  | 1    | 0      | 0      | 1      |
| 12    | Katharina Hennig       | GER  | 1    | 1      | 0      | 2      |
|       | Jakob Lange            | GER  | 1    | 1      | 0      | 2      |
|       | Paul Gerstgraser       | AUT  | 1    | 1      | 0      | 2      |
|       | Paul Winter            | GER  | 1    | 1      | 0      | 2      |
|       | Max Holland            | GER  | 1    | 0      | 1      | 2      |
| 17    | Julia Rohrer           | GER  | 0    | 2      | 0      | 2      |
|       | Miha Ličef             | SLO  | 0    | 1      | 0      | 1      |
|       | Eric Vosshage          | GER  | 0    | 1      | 0      | 1      |
|       | Nik Piber              | SLO  | 0    | 1      | 0      | 1      |
|       | Benjamin Črv           | SLO  | 0    | 1      | 0      | 1      |
|       | Klemen Razinger        | SLO  | 0    | 1      | 0      | 1      |
|       | Katherine Sauerbrey    | GER  | 0    | 1      | 0      | 1      |
|       | Stefanie Scherer       | GER  | 0    | 1      | 0      | 1      |
|       | David Aigner           | AUT  | 0    | 1      | 0      | 1      |
|       | Thomas Wolfgang Jöbstl | AUT  | 0    | 1      | 0      | 1      |
|       | Bernhard Flaschberger  | AUT  | 0    | 1      | 0      | 1      |
|       | Kevin Göschl           | AUT  | 0    | 1      | 0      | 1      |
|       | Dominik Mayländer      | GER  | 0    | 1      | 0      | 1      |
|       | Andreas Wellinger      | GER  | 0    | 1      | 0      | 1      |
|       | Sebastian Bradatsch    | GER  | 0    | 1      | 0      | 1      |
|       | Anna Rieser            | AUT  | 0    | 1      | 0      | 1      |
| 33    | Philipp Kreuzer        | AUT  | 0    | 1      | 1      | 2      |
|       | Florjan Jelovcan       | SLO  | 0    | 1      | 1      | 2      |
| 35    | Tomaz Verbajs          | SLO  | 0    | 0      | 2      | 2      |
| 36    | Christoph Kaiser       | GER  | 0    | 0      | 1      | 1      |
|       | Rudi Schübel           | GER  | 0    | 0      | 1      | 1      |
|       | Felix Daudert          | GER  | 0    | 0      | 1      | 1      |
|       | Alois Kunz             | GER  | 0    | 0      | 1      | 1      |
|       | Adrian Schuler         | GER  | 0    | 0      | 1      | 1      |
|       | Melanie Schäfer        | GER  | 0    | 0      | 1      | 1      |
|       | Laura Issler           | SUI  | 0    | 0      | 1      | 1      |
|       | Hannah Heckmair        | GER  | 0    | 0      | 1      | 1      |
|       | Vanessa Voigt          | GER  | 0    | 0      | 1      | 1      |
|       | Coletta Rydzek         | GER  | 0    | 0      | 1      | 1      |
|       | Vinzenz Geiger         | GER  | 0    | 0      | 1      | 1      |
|       | Hans Neubert           | GER  | 0    | 0      | 1      | 1      |
|       | Maik Hanzlik           | GER  | 0    | 0      | 1      | 1      |
|       | Petrick Hammann        | GER  | 0    | 0      | 1      | 1      |
|       | Markus Rupitsch        | AUT  | 0    | 0      | 1      | 1      |
|       | Cene Prevc             | SLO  | 0    | 0      | 1      | 1      |
|       | Andraž Modic           | SLO  | 0    | 0      | 1      | 1      |
|       | Elisabeth Raudaschl    | AUT  | 0    | 0      | 1      | 1      |

## Pokalwertung
| Platz | Land        | Skispringen | Skispringen | Skispringen | Skispringen | Nordische Kombination | Nordische Kombination | Nordische Kombination | Langlauf | Langlauf | Langlauf | Langlauf | Langlauf | Langlauf | Gesamt- wertung |
| ----- | ----------- | ----------- | ----------- | ----------- | ----------- | --------------------- | --------------------- | --------------------- | -------- | -------- | -------- | -------- | -------- | -------- | --------------- |
|       |             | S15 m       | J16/17 m    | Team        | 15-17 w     | S15                   | J16/J17               | Team                  | S15 m    | J16 m    | S15 w    | J16 w    | Team m   | Team w   |                 |
| 1     | Deutschland | 33          | 17          | 28          | 36          | 40                    | 31                    | 40                    | 40       | 35       | 45       | 45       | 45       | 45       | 480             |
| 2     | Österreich  | 21          | 45          | 36          | 35          | 31                    | 40                    | 31                    | 17       | 11       | 9        | 14       | 14       | 12       | 316             |
| 3     | Slowenien   | 31          | 23          | 19          | 14          | 3                     | 10                    | 11                    | 28       | 10       | 15       | 10       | 7        | 14       | 195             |
| 4     | Schweiz     | 3           | 5           | 7           |             |                       |                       |                       | 7        | 36       | 23       | 23       | 26       | 21       | 151             |
| 5     | Frankreich  | 7           | 5           | 5           | 7           | 14                    | 11                    | 6                     |          |          |          |          |          |          | 55              |
| 6     | Italien     |             |             |             | 2           | 7                     | 3                     | 6                     |          |          |          |          |          |          | 18              |

## Langlauf Jungen

### Schüler (5 km)
| Platz | Sportler          | Land | Zeit        |
| ----- | ----------------- | ---- | ----------- |
| 01    | Janosch Brugger   | GER  | 12:44,8 min |
| 02    | Miha Ličef        | SLO  | 13:10,7 min |
| 03    | Christoph Kaiser  | GER  | 13:14,2 min |
| 04    | Benjamin Moser    | AUT  | 13:20,6 min |
| 05    | Richard Leupold   | GER  | 13:21,0 min |
| 06    | Luka Kenda        | SLO  | 13:21,1 min |
| 07    | Christoph Büttner | GER  | 13:33,0 min |
| 08    | Alois Kunz        | GER  | 13:33,1 min |
| 09    | Tobias Moosmann   | AUT  | 13:44,4 min |
| 10    | Michael Föttinger | AUT  | 13:47,5 min |

Datum: 25. Februar 2012

Es waren 24 Schüler am Start und kamen in die Wertung.

### Junioren (7,5 km)
| Platz | Sportler                | Land | Zeit        |
| ----- | ----------------------- | ---- | ----------- |
| 01    | Dajan Danuser           | SUI  | 19:48,8 min |
| 02    | Eric Vosshage           | GER  | 19:52,3 min |
| 03    | Rudi Schübel            | GER  | 20:01,4 min |
| 04    | Jan-Nino Menn           | SUI  | 20:03,2 min |
| 05    | Andrea Rogantini        | SUI  | 20:03,6 min |
| 06    | Lucas Ernst             | GER  | 20:05,8 min |
| 07    | Sebastian Eichelsbacher | GER  | 20:16,3 min |
| 08    | Marino Capelli          | SUI  | 20:20,0 min |
| 09    | Beda Klee               | SUI  | 20:20,8 min |
| 10    | Tobias Thalmann         | SUI  | 20:27,6 min |

Datum: 25. Februar 2012

Es waren 27 Junioren am Start und 26 kamen in die Wertung.
Nicht gewertet wurde der deutsche Adrian Schuler.

### Team (3 × 3,3 km)
| Platz | Sportler                                                | Land    | Laufzeiten                       | Gesamtzeit  |
| ----- | ------------------------------------------------------- | ------- | -------------------------------- | ----------- |
| 01    | Sebastian Eichelsbacher Martin Bergmann Janosch Brugger | GER II  | 8:11,2 min 7:59,6 min 7:37,0 min | 23:47,8 min |
| 02    | Nik Piber Benjamin Črv Klemen Razinger                  | SLO I   | 8:17,0 min 8:08,8 min 7:39,8 min | 24:05,6 min |
| 03    | Felix Daudert Alois Kunz Adrian Schuler                 | GER 4   | 8:37,8 min 8:09,2 min 7:30,6 min | 24:17,6 min |
| 04    | Eric Vosshage Rudi Schübel Lucas Ernst                  | GER I   | 8:39,9 min 7:39,0 min 8:09,5 min | 24:28,4 min |
| 05    | Dajan Danuser Jan-Nino Menn Andrea Rogantini            | SUI I   | 8:26,1 min 8:06,1 min 8:12,0 min | 24:44,2 min |
| 06    | Marino Capelli Tobias Thalmann Beda Klee                | SUI II  | 8:17,7 min 8:21,1 min 8:06,8 min | 24:45,6 min |
| 07    | Julian Edlinger Markus Mrkonjic Benjamin Moser          | AUT I   | 8:30,0 min 8:19,3 min 8:24,0 min | 25:13,3 min |
| 08    | Tobias Moosmann Michael Föttinger Patrick Duci          | AUT III | 8:54,4 min 8:02,3 min 8:28,2 min | 25:24,9 min |
| 09    | Matti Waldner Tobias Riedlsberger Sebastian Thaler      | AUT II  | 9:04,2 min 8:16,9 min 8:20,6 min | 25:41,7 min |
| 10    | Christoph Kaiser Christoph Büttner Richard Leupold      | GER III | 9:19,8 min 8:34,5 min 8:06,8 min | 26:01,1 min |

Datum: 26. Februar 2012

Es waren 16 Teams am Start und 15 kamen in die Wertung.
Nicht gewertet wurde das Team Slowenien 5 (Anže Marin, Janez Lampič, Rok Potočnik)

## Langlauf Mädchen

### Schülerin (5 km)
| Platz | Sportler            | Land | Zeit        |
| ----- | ------------------- | ---- | ----------- |
| 01    | Antonia Fräbel      | GER  | 14:06,5 min |
| 02    | Katherine Sauerbrey | GER  | 14:08,8 min |
| 03    | Melanie Schäfer     | GER  | 14:09,1 min |
| 04    | Vanessa Voigt       | GER  | 14:23,4 min |
| 05    | Coletta Rydzek      | GER  | 14:24,6 min |
| 06    | Melie Poffet        | SUI  | 14:47,0 min |
| 07    | Barbara Walchhofer  | AUT  | 14:50,9 min |
| 08    | Selina Schnider     | SUI  | 14:52,3 min |
| 09    | Liza Praznik        | SLO  | 14:56,7 min |
| 10    | Polona Klemenčič    | SLO  | 14:57,0 min |

Datum: 25. Februar 2012

Es waren 20 Schülerin am Start und 19 kamen in die Wertung.
Nicht gewertet wurde die Slowenin Klara Lekše und die deutsche Katharina Müller ist nicht zum Start angetreten.

### Juniorinnen (5 km)
| Platz | Sportler            | Land | Zeit        |
| ----- | ------------------- | ---- | ----------- |
| 01    | Katharina Henning   | GER  | 13:53,6 min |
| 02    | Julia Rohrer        | GER  | 14:22,9 min |
| 03    | Laura Issler        | SUI  | 14:25,3 min |
| 04    | Anita Klemenčič     | SLO  | 14:26,7 min |
| 05    | Tanja Gerber        | SUI  | 14:34,3 min |
| 06    | Alina Meier         | SUI  | 14:48,5 min |
| 07    | Stefanie Scherer    | GER  | 14:48,9 min |
| 08    | Stefanie Arnold     | SUI  | 14:49,0 min |
| 09    | Hannah Heckmair     | GER  | 14:51,3 min |
| 10    | Jogscha Abdelhalden | SUI  | 14:51,6 min |

Datum: 25. Februar 2012

Es waren 24 Juniorinnen am Start und kamen in die Wertung.

### Team (3 × 3,3 km)
| Platz | Sportler                                             | Land    | Laufzeiten                         | Gesamtzeit  |
| ----- | ---------------------------------------------------- | ------- | ---------------------------------- | ----------- |
| 01    | Katherine Sauerbrey Melanie Schäfer Antonia Fräbel   | GER II  | 9:42,6 min 9:17,1 min 8:44,5 min   | 27:44,2 min |
| 02    | Julia Rohrer Stefanie Scherer Katharina Henning      | GER I   | 9:39,2 min 9:42,8 min 8:39,2 min   | 28:01,2 min |
| 03    | Hannah Heckmair Vanessa Voigt Coletta Rydzek         | GER III | 9:51,9 min 9:13,7 min 9:02,3 min   | 28:07,9 min |
| 04    | Laura Issler Alina Meier Tanja Gerber                | SUI I   | 9:56,4 min 9:21,8 min 8:50,1 min   | 28:08,3 min |
| 05    | Ela Praznik Polona Klemenčič Anita Klemenčič         | SLO I   | 9:50,2 min 9:42,8 min 9:17,8 min   | 28:50,8 min |
| 06    | Julia Schwaiger Jasmin Berchtold Barbara Walchhofer  | AUT I   | 10:46,3 min 9:20,6 min 9:10,9 min  | 29:17,8 min |
| 07    | Jenny Mann Leonie Frank Anna-Maria Lüdtke            | GER 4   | 10:12,4 min 9:19,3 min 9:47,3 min  | 29:19,0 min |
| 08    | Stefanie Arnold Lydia Hiernickel Jogscha Abdelhalden | SUI II  | 9:45,6 min 10:05,9 min 9:46,7 min  | 29:38,2 min |
| 09    | Julia Pfennich Magdalena Maierhofer Lisa Achleitner  | AUT II  | 10:12,4 min 9:29,7 min 10:18,2 min | 30:00,3 min |
| 10    | Melie Poffet Alexandra Friedrich Selina Schnider     | SUI III | 10:21,5 min 10:05,3 min            | 30:46,5 min |

Datum: 26. Februar 2012

Es waren 12 Teams am Start und kamen in die Wertung.

## Nordische Kombination

### Schüler (4 km)
| Platz | Sportler            | Land | Weite   | Punkte | Rückstand      | Endzeit     |
| ----- | ------------------- | ---- | ------- | ------ | -------------- | ----------- |
| 01    | Max Holland         | GER  | 062,0 m | 119,8  | 0:08 min (2.)  | 15:44,1 min |
| 02    | David Aigner        | AUT  | 063,0 m | 121,7  | 0:00 min (1.)  | 16:40,9 min |
| 03    | Vinzenz Geiger      | GER  | 059,5 m | 112,3  | 0:38 min (4.)  | 16:48,9 min |
| 04    | Hans Neubert        | GER  | 054,5 m | 97,8   | 1:36 min (16.) | 16:58,3 min |
| 05    | Stefan Hauser       | AUT  | 055,5 m | 100,2  | 1:26 min (14.) | 17:23,9 min |
| 06    | Philipp Kuttin      | AUT  | 056,5 m | 102.6  | 1:16 min (11.) | 17:24,9 min |
| 07    | Johannes Eichwalder | AUT  | 059,5 m | 111.3  | 0:42 min (5.)  | 17:28,0 min |
| 08    | Janni Reisenauer    | AUT  | 060,0 m | 113.5  | 0:33 min (3.)  | 17:38,6 min |
| 09    | Luca Richter        | GER  | 056,5 m | 102.6  | 1:16 min (11.) | 17:41,2 min |
| 10    | Anton Schlütter     | GER  | 057,0 m | 103.8  | 1:12 min (9.)  | 17:56,9 min |

Datum: 25. Februar 2012

Es waren 29 Schüler am Start und kamen in die Wertung.

### Junioren (6 km)
| Platz | Sportler               | Land | Weite   | Punkte | Rückstand      | Endzeit     |
| ----- | ---------------------- | ---- | ------- | ------ | -------------- | ----------- |
| 01    | Paul Gerstgraser       | AUT  | 060,5 m | 113.7  | 0:44 min (12.) | 22:06,9 min |
| 02    | Jakob Lange            | GER  | 061,5 m | 118.1  | 0:26 min (5.)  | 22:18,3 min |
| 03    | Philipp Kreuzer        | AUT  | 063,5 m | 123.4  | 0:05 min (2.)  | 22:23,0 min |
| 04    | Dominik Schwaar        | GER  | 060,5 m | 114.2  | 0:42 min (9.)  | 22:39,4 min |
| 05    | Bernhard Flaschberger  | AUT  | 058,0 m | 107.2  | 1:10 min (17.) | 22:40,3 min |
| 06    | Tom Lubitz             | GER  | 064,0 m | 124.6  | 0:00 min (1.)  | 22:43,0 min |
| 07    | Paul Hanf              | GER  | 059,0 m | 108.6  | 1:04 min (15.) | 23:03,7 min |
| 08    | Petrick Hammann        | GER  | 063,0 m | 121.7  | 0:12 min (3.)  | 23:18.2 min |
| 09    | Thomas Wolfgang Jöbstl | AUT  | 062,0 m | 119.8  | 0:19 min (4.)  | 23:19.4 min |
| 10    | Maik Hanzlik           | GER  | 060,5 m | 114.7  | 0:40 min (8.)  | 24:02.4 min |

Datum: 25. Februar 2012

Es waren 25 Junioren am Start und kamen in die Wertung.
Nicht gewertet wurde der Österreicher Marco Beikircher.

### Team (4 × 3,3 km)
| Platz | Sportler                                                               | Land    | Einzelpunkte                                  | Punkte             | Laufzeiten | Endzeit     |
| ----- | ---------------------------------------------------------------------- | ------- | --------------------------------------------- | ------------------ | ---------- | ----------- |
| 01    | Paul Hanf Tom Lubitz Dominik Schwaar Jakob Lange                       | GER I   | 101,9 (3.) 120,3 (1.) 096,2 (6.) 101,4 (2.)   | 419,8 + 0:00 (1.)  |            | 27:27,7 min |
| 02    | Philipp Kreuzer Thomas Jöbstl Bernhard Flaschberger Paul Gerstgraser   | AUT I   | 119,1 (2.) 099,6 (5.) 090,8 (9.) 096,1 (7.)   | 405,6 + 0:19 (5.)  |            | 28:09,6 min |
| 03    | Hans Neubert Maik Hanzlik Petrick Hammann Max Holland                  | GER II  | 090,3 (10.) 110,6 (1.) 106,2 (1.) 107,2 (1.)  | 414,3 + 0:07 (3.)  |            | 28:57,4 min |
| 04    | Noa Ian Mraz Stefan Hauser David Aigner Marco Beikircher               | AUT II  | 083,3 (10.) 090,3 (10.) 108,4 (3.) 106,0 (3.) | 388,0 + 0:42 (8.)  |            | 29:27,4 min |
| 05    | Luka Pintaric Jaka Zupan Urh Albreht Urh Krajncan                      | SLO I   | 113,8 (1.) 097,8 (4.) 100,2 (4.) 102,9 (5.)   | 414,7 + 0:07 (2.)  |            | 30:49,3 min |
| 06    | Ben Beattie Tanguy Bosmorin Tom Balland Antoine Gérard                 | FRA I   | 094,4 (8.) 093,3 (8.) 100,6 (3.) 101,4 (6.)   | 389,7 + 0:40 (6.)  |            | 31:02,3 min |
| 07    | Philipp Beikircher Janni Reisenauer Johannes Eichwalder Philipp Kuttin | AUT III | 103,8 (2.) 108,4 (2.) 100,2 (7.) 094,6 (7.)   | 407,0 + 0:17 (4.)  |            | 31:24,3 min |
| 08    | Denis Klarin Anton Schlütter Luca Richter Vinzenz Geiger               | GER III | 094,4 (8.) 097,7 (5.) 099,0 (6.) 097,2 (10.)  | 388,3 + 0:42 (7.)  |            | 31:36,9 min |
| 09    | Giulio Bezzi Luca Gianmoena Andrew Lunardi Daniele Varesco             | ITA I   | 085,0 (11.) 065,8 (11.) 093,9 (8.) 100,2 (7.) | 344,9 + 1:40 (11.) |            | 33:54,7 min |
| 10    | Jan Kosir Tomaz Seme Urban Klinc Martin Malovrh                        | SLO II  | 102.6 (4.) 094,2 (7.) 093,2 (9.) 094,2 (11.)  | 384,2 + 0:47 (9.)  |            | 35:16,1 min |

Datum: 26. Februar 2012

Es waren 12 Teams am Start und kamen in die Wertung.

## Skispringen Jungen

### Schüler
| Platz | Sportler          | Land | Weite 1 | Weite 2 | Punkte |
| ----- | ----------------- | ---- | ------- | ------- | ------ |
| 01    | Paul Winter       | GER  | 061,0 m | 064,0 m | 241,5  |
| 02    | Florjan Jelovcan  | SLO  | 057,5 m | 061,5 m | 225,6  |
| 03    | Markus Rupitsch   | AUT  | 055,5 m | 059,0 m | 211,3  |
| 04    | Tine Bogataj      | SLO  | 057,0 m | 057,0 m | 209,6  |
| 05    | Rok Juvancic      | SLO  | 056,0 m | 057,0 m | 208,2  |
| 06    | Tim Fuchs         | GER  | 054,5 m | 058,5 m | 206,7  |
| 07    | Patrick Kogler    | AUT  | 055,0 m | 057,0 m | 204,3  |
| 08    | Rok Tarman        | SLO  | 056,0 m | 056,0 m | 203,3  |
| 09    | Johannes Schubert | GER  | 053,5 m | 058,0 m | 202,6  |
| 10    | Urban Rogelj      | SLO  | 054,5 m | 057,5 m | 201,3  |

Datum: 25. Februar 2012

Es waren 33 Schüler am Start und kamen in die Wertung.

### Junioren
| Platz | Sportler            | Land | Weite 1 | Weite 2 | Punkte |
| ----- | ------------------- | ---- | ------- | ------- | ------ |
| 01    | Elias Tollinger     | AUT  | 063,0 m | 062,5 m | 239,7  |
| 02    | Kevin Göschl        | AUT  | 062,5 m | 061,5 m | 239,6  |
| 03    | Tomaz Verbajs       | SLO  | 063,0 m | 062,0 m | 239,5  |
| 04    | Alexander Hayböck   | AUT  | 061,5 m | 061,0 m | 234,5  |
| 05    | Thomas Hofer        | AUT  | 061,5 m | 061,5 m | 234,0  |
| 06    | Philipp Aschenwald  | AUT  | 060,0 m | 061,0 m | 230,9  |
| 07    | Sebastian Bradatsch | GER  | 060,0 m | 062,5 m | 230,5  |
| 08    | Cene Prevc          | SLO  | 062,0 m | 058,5 m | 229,2  |
| 09    | Dominik Mayländer   | GER  | 062,5 m | 057,5 m | 227,5  |
| 10    | Andreas Wellinger   | GER  | 060,0 m | 060,5 m | 226,2  |

Datum: 25. Februar 2012

Es waren 32 Junioren am Start und kamen in die Wertung.

### Team
| Platz | Sportler                                                            | Land    | Weite 1                         | Weite 2                         | Punkte |
| ----- | ------------------------------------------------------------------- | ------- | ------------------------------- | ------------------------------- | ------ |
| 01    | Kevin Goschl Alexander Hayböck Thomas Hofer Elias Tollinger         | AUT I   | 060,5 m 061,5 m 061,5 m 060,0 m | 056,0 m 060,0 m 061,5 m 058,5 m | 903,3  |
| 02    | Paul Winter Dominik Mayländer Andreas Wellinger Sebastian Bradatsch | GER I   | 058,5 m 058,5 m 062,5 m 059,5 m | 060,0 m 061,0 m 060,5 m 062,0 m | 900,5  |
| 03    | Tomaz Verbajs Cene Prevc Andraž Modic Florjan Jelovcan              | SLO I   | 059,5 m 061,0 m 058,0 m 058,0 m | 059,0 m 063,0 m 058,0 m 054,5 m | 886,9  |
| 04    | Simon Greiderer Markus Rupitsch Patrick Kogler Philipp Aschenwald   | AUT II  | 061,5 m 057,0 m 055,0 m 060,5 m | 059,0 m 056,0 m 058,5 m 061,0 m | 871,9  |
| 05    | Franz Röder Tim Fuchs Henrik Heinz Oliver Kamienski                 | GER II  | 054,5 m 057,0 m 055,0 m 060,5 m | 057,5 m 058,5 m 059,0 m 061,0 m | 862,9  |
| 06    | Andreas Schuler Benjamin Ernst Fabian Waldis Killian Peier          | SUI I   | 053,0 m 057,0 m 058,0 m 057,0 m | 052,5 m 057,5 m 055,0 m 057,5 m | 813,0  |
| 07    | Luka Valjavec Tine Bogataj Rok Juvancic Rok Tarman                  | SLO III | 052,5 m 055,0 m 057,0 m 058,5 m | 054,0 m 059,5 m 056,0 m 053,5 m | 809,9  |
| 08    | Anze Lavtizar Aljaz Zepic Aljaz Vodan Amadej Homec                  | SLO II  | 055,0 m 058,0 m 053,5 m 051,5 m | 058,5 m 057,0 m 056,0 m 054,5 m | 806,6  |
| 09    | Urban Rogelj Bor Pavlovčič Zan Milan Zujic Matija Stemberger        | SLO 4   | 053,5 m 051,0 m 054,5 m 058,0 m | 055,0 m 057,5 m 056,5 m 054,0 m | 794,5  |
| 10    | Hugo Toux Martin Espiau Luc Claret Tournier Arthur Royer            | FRA I   | 050,0 m 055,5 m 056,5 m 059,5 m | 048,0 m 055,5 m 057,0 m 058,0 m | 771,0  |

Datum: 26. Februar 2012

Es waren 16 Teams am Start und kamen in die Wertung.

## Skispringen Mädchen

### Mädchen
| Platz | Sportler            | Land | Weite 1 | Weite 2 | Punkte |
| ----- | ------------------- | ---- | ------- | ------- | ------ |
| 01    | Pauline Heßler      | GER  | 059,5 m | 058,0 m | 213,0  |
| 02    | Anna Rieser         | AUT  | 056,5 m | 057,5 m | 208,1  |
| 03    | Elisabeth Raudaschl | AUT  | 056,0 m | 056,5 m | 205,5  |
| 04    | Luisa Görlich       | GER  | 057,5 m | 056,5 m | 201,6  |
| 05    | Anja Javorsek       | SLO  | 053,5 m | 054,0 m | 190,0  |
| 06    | Agata Stare         | SLO  | 053,5 m | 053,5 m | 182,3  |
|       | Carina Wursthorn    | GER  | 053,5 m | 051,0 m | 182,3  |
| 08    | Michaela Kranzl     | AUT  | 052,0 m | 050,0 m | 172,8  |
| 09    | Lisa Wiegele        | AUT  | 051,0 m | 048,5 m | 166,8  |
| 10    | Océane Avocat Gros  | FRA  | 048,0 m | 052,0 m | 166,5  |

Datum: 25. Februar 2012

Es waren 15 Mädchen am Start und kamen in die Wertung.